# Wallbergs Fabriks AB

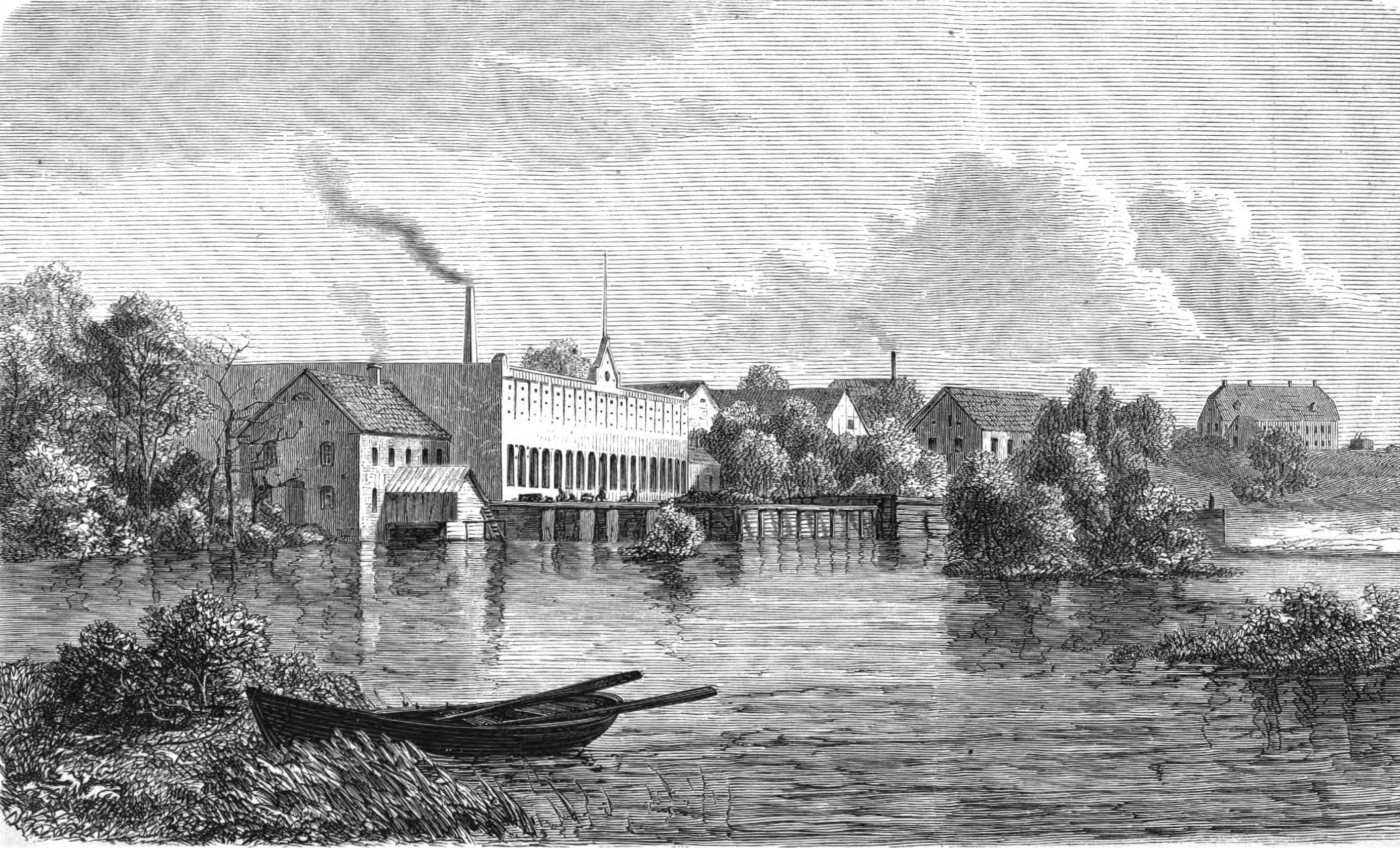
Slottsmöllan omkring 1870.

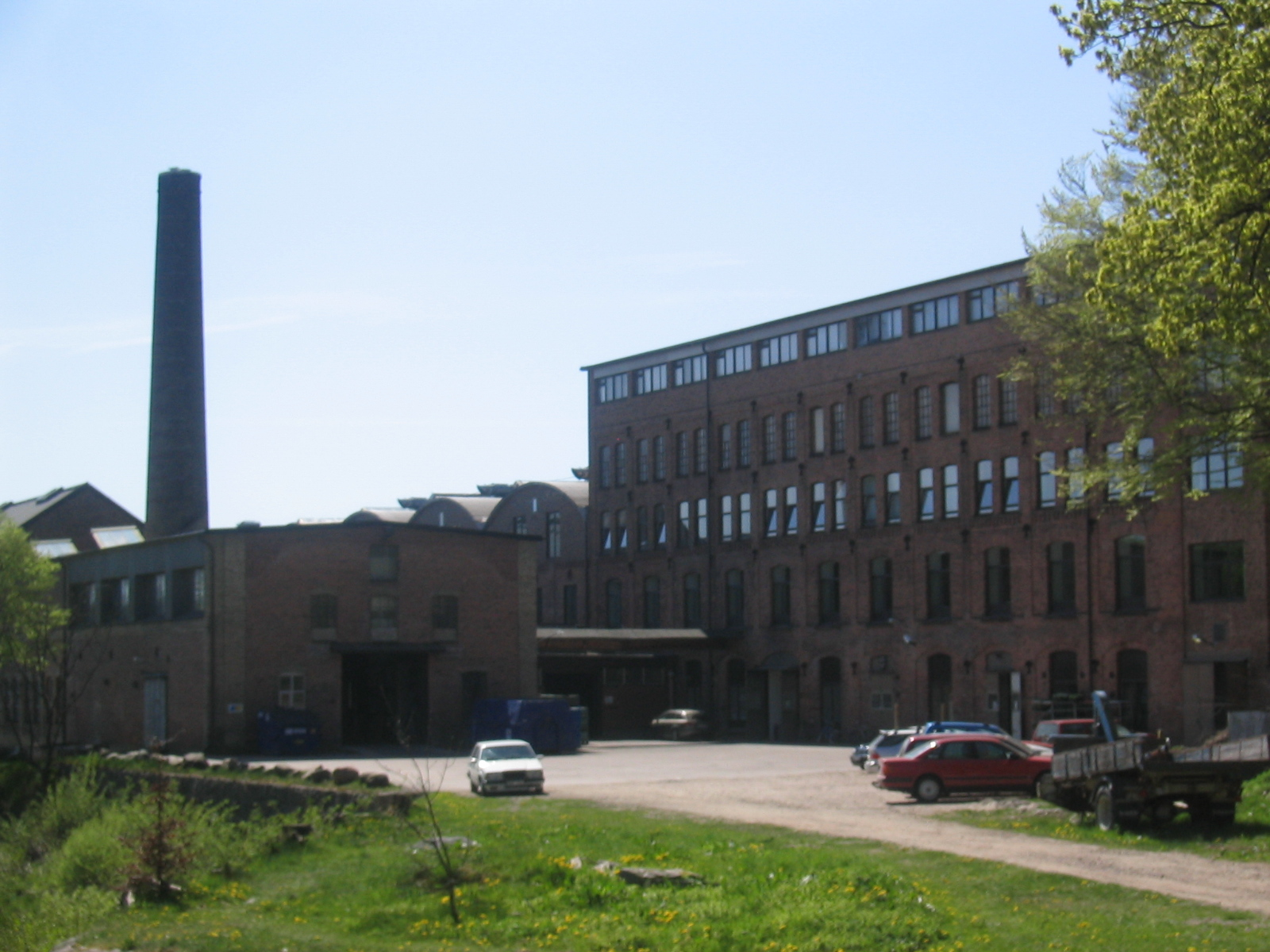
Wallbergs Fabriks AB. Fasad mot Nissan.

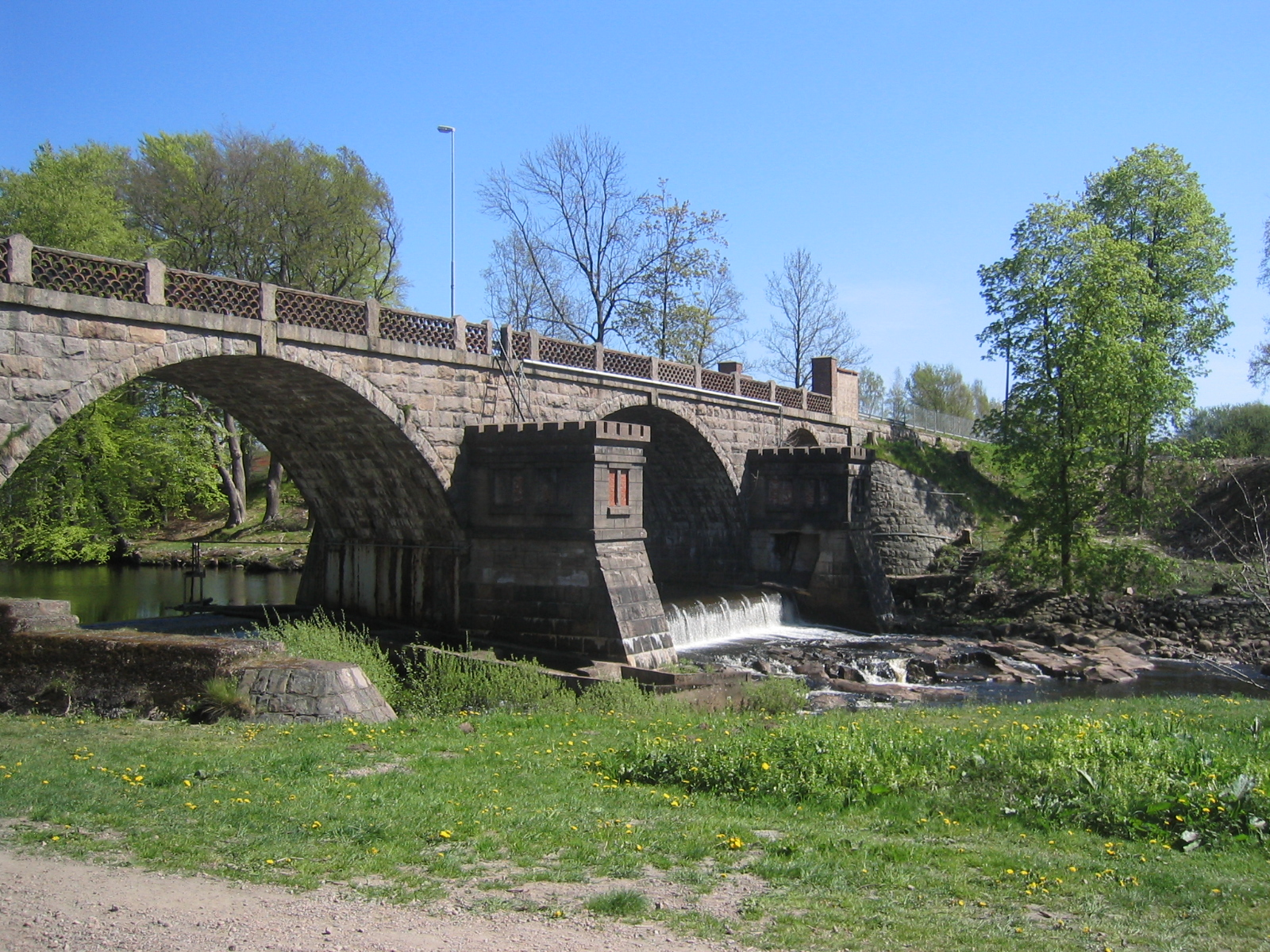
Bron över Nissan vid Slottsmöllan.

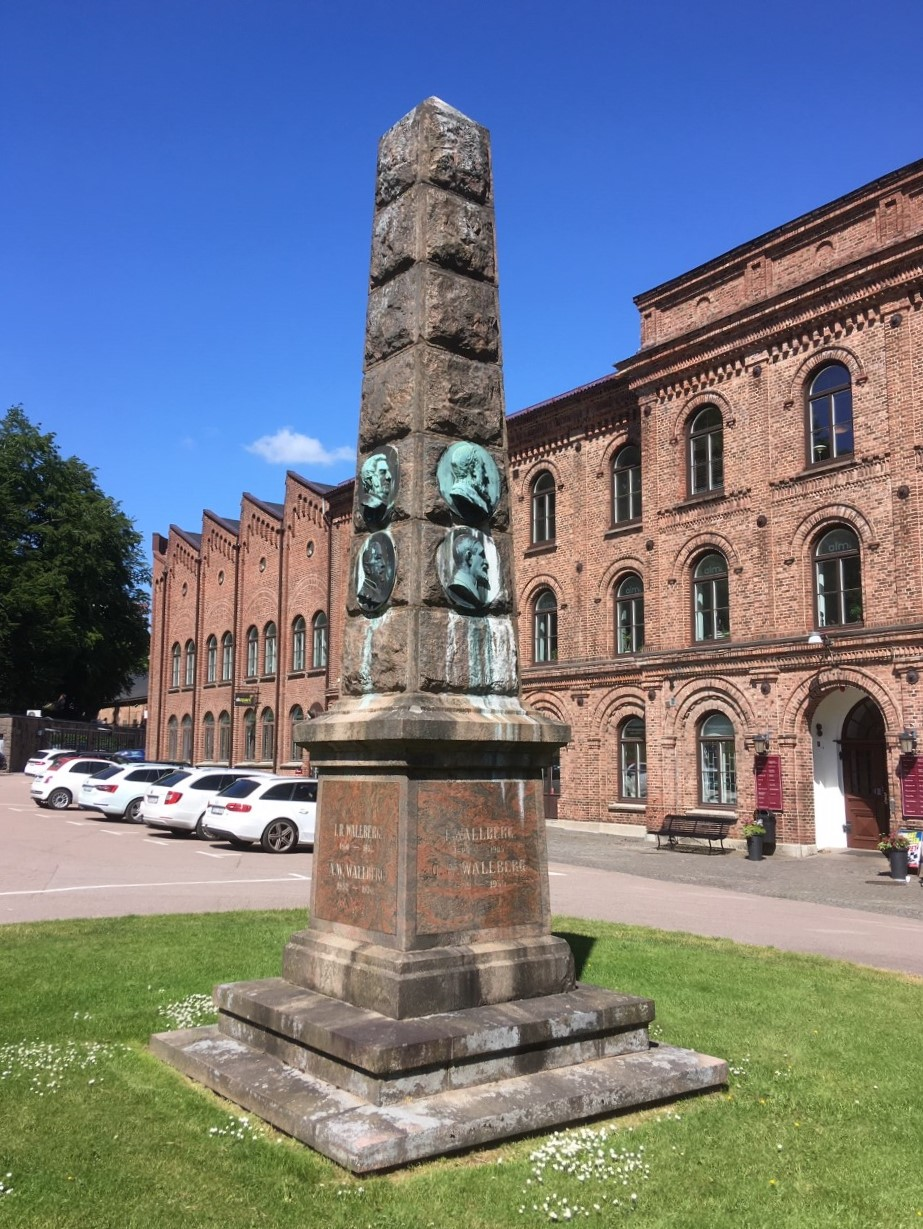
Minnessten över Wallbergarna.

Wallbergs Fabriks AB var en ylletextilfabrik i Halmstad.

## Historik
Isak Reinhold Wallberg flyttade till Halmstad 1823 och startade då ett färgeri. 1826 köpte han även en mindre klädfabrik i centrala Halmstad vid Nissan där Hotel Scandic Hallandia nu ligger, och levererade kläder till armén, när Hammars Klädesfabrik i Stjärnarp lades ner. Fabriken växte snabbt och hade redan i början av 1830-talet ett 30-tal arbetare. 1843 uppfördes en något större fabriksbyggnad på samma tomt, men redan efter några år var även den för liten. År 1850 tillträdde sönerna Isak och Wilhelm Wallberg som ledare för företaget och fabriken flyttade då norr om Halmstad till ett område som kallades Slottsmöllan och där en gammal kronokvarn tidigare legat vid vattenfallen nedanför Övraby. Wallberg avled redan 1852, och 1857 ombildades företaget till aktiebolag, Wallbergs Fabriks AB. Fabriken förstördes 1861 av brand, och en helt ny fabrik måste då uppföras. Som belysning användes då gasljus, något som då var något helt nytt för en fabriksbyggnad i Sverige. Vid denna tid hade fabriken omkring 300 anställda.
På 1870-talet började en högkonjunktur som fortsatte långt in på nästa årtionde då företagets produkter, kläde, mjöl och tegel hade stor efterfrågan. Nya byggnader uppfördes och fler maskiner installerades. Företaget köpte stora jordområden i Frennarp, Marieberg och Kårarp. Kvarnen rustades upp 1886. Det uppfördes ståndsmässiga herrgårdsbyggnader för ledningen såsom Villa Frennarp och Villa Ekebo samt disponentvillan Villa Slottsmöllan. År 1879 byggdes den välvda stenbron över Nissan som fortfarande står kvar.
År 1886 startade Wallbergs en hattfabrik i Oskarström, men snart flyttades verksamheten till tidigare Halmstads sockerbuks tidigare byggnad på Söder i Halmstad och utvecklades till en av stadens större industrier. I stället för hattfabrik i Oskarström blev det där en industri med namnet Skandinaviska Jutespinneri & Väveriaktiebolaget. Isak Wallberg var en av grundarna och tillhörde styrelsen 1889-1905 liksom sonen Alfred 1897-1930.
År 1885 upptogs tillverkning av trikåvaror, och från 1894 utökades tillverkningen av maskinfilt för pappersindustrin kraftigt, en tillverkning som förekommit i liten skala sedan 1831. Man bedrev även kvarnrörelse vid Slottsmöllan fram till 1920, då fabriken förstördes av brand.
Fallet i Nissan användes som kraftkälla både direkt och som elkraft för fabrikens maskiner. Slottsmöllans tegelbruk och Wallbergs Fabriks AB ingick i samma koncern fram till 1987, då Slottsmöllans tegelbruk tog över Sydtegel AB.
Under 1900-talets första del var Alfred Wallberg den ledande personen i företaget. Han avgick 1928 som VD och styrelseledamot. Han efterträddes som VD av sonen Olof Wallberg. Han avled emellertid under tragiska omständigheter 1934. Efter hand övertog systern Ingrid Wallberg rollen som ledare i familjeföretaget och kom att under många år sätta sin prägel på Wallbergs Fabriks AB, ända fram till sin död 1965. Ingrid hade då testamenterat aktiemajoriteten till sin syster Gretas barnbarn, Peter Rautenberg.

## Wallbergs fabrik i modern tid
Wallbergs Fabriks AB hade vid sidan av tegelfabriken hela tiden kvar ylletextilindustri, samt påbörjade produktion av maskinfilt till papperstillverkning. Under andra världskriget gjordes kvoteringen av ull och framförallt brist på kvinnliga vävare att fabriken utlokaliserade ylletextiltillverkningen utanför Halmstad. Under 1950-talet kom 40 utbildade italienska vävare till fabriken och tillverkningen kunde fortsätta på hemmaplan. Lönsamheten blev ej bättre trots rationaliseringar och modernisering av fabriken.
Tillverkningen av ylletyger lades ner 1968 och 1973 även trikåfabriken. Maskinfiltsproduktionen fortsatte, men såldes 1990 till Albany Nordiskafilt AB.
Slottsmöllans Fastighets AB grundades 1989 och utövar uthyrning av lokaler i de gamla fabriksfastigheterna, förvaltar mark, utarrenderar jordbruksmark samt drift av kraftstation.